# San Bartolomé Milpas Altas
San Bartolomé Milpas Altas («San Bartolomé»: en honor a santo patrono Bartolomé Apóstol; «Milpas Altas» por la región montañosa en que fue establecido) es un municipio del departamento de Sacatepéquez de la región sur-occidente de la República de Guatemala. El municipio es el más pequeño que tiene, no solamente el departamento de Sacatepéquez sino que también la República de Guatemala, con únicamente 7 km². a pesar de ello la economía del municipio es tan favorable que actualmente se ubica dentro de las 20 ciudades más importantes de Guatemala.
La fiesta titular y del patrono San Bartolomé Apóstol se celebra por lo general del 22 al 24 de agosto, siendo este último día principal. El idioma indígena predominante es el kaqchikel.
Durante la época colonial, el área que ocupa el poblado fue donada a los frailes dominicos, quienes fundaron una doctrina en el lugar; dicha doctrina permaneció hasta que los frailes tuvieron que entregar sus reducciones al clero secular en 1754.
Luego de la Independencia de Centroamérica en 1821, el Estado de Guatemala estableció circuitos y distritos para la impartición de justicia por medio de juicios de jurados en 1825 y los poblados de San Bartolomé y San Mateo Milpas Altas fueron incluidos en el circuito de la Antigua en el Distrito N.º8 (Sacatepéquez). 
Por acuerdo gubernativo del 14 de marzo de 1833 se anexó al municipio la aldea San Mateo Milpas Altas, la cual pasó a Santa Lucía Milpas Altas en 1935 y finalmente al municipio de Antigua Guatemala.
El 10 de mayo de 2017 la tranquilidad del poblado se vio severamente afectada cuando la Policía Nacional Civil realizó un allanamiento en una residencia privada y descubrió que era utilizada como base para un grupo de pandilleros quienes no solamente organizaban extorsiones sino que también tenían un cementerio clandestino en el patio trasero.

## Demografía
El censo de 1964 dio una población urbana de 1287 (masculino 660, femenino 627); grupo étnico no indígena 502 (masculino 304, femenino 198), indígena 785 (masculino 356, femenino 429). Total viviendas 283. Asistencia escolar 227. Población de 7 años y más 966 (alfabetos 726, analfabetos 240). Se estimó una densidad de 184 habitantes por km².
Los datos estimados por Estadística correspondientes al VIII Censo General de Población de 1973 dieron 1,513, de los cuales 760 eran hombres y 753 mujeres. Información posterior manifestó haber urbano 1513 (hombres 760, mujeres 753); alfabetos 909; indígenas 1017.
El municipio, que no tiene poblados rurales, cuenta con un pueblo que es la cabecera municipal, San Bartolomé Milpas Altas. El municipio tiene una población aproximada de 8256 habitantes según el censo de Población del año 2018 con una densidad de 1230 personas por kilómetro cuadrado. La población urbana equivale al 100 % de habitantes y tiene una población mayoritariamente indígena, con un porcentaje de 69% de etnia Kaqchikel y 30% ladina.

## Geografía física
El municipio de San Bartolomé Milpas Altas tiene una extensión territorial de 8.34 km² lo que lo convierte en el más pequeño del departamento de Sacatepéquez.
| Categoría                | Listado                                                  |
| ------------------------ | -------------------------------------------------------- |
| Accidentes orográficos   | Cerros Chichorín y Santa Rosa Nimachay                   |
| Accidentes hidrográficos | Riachuelos: Chichorín, Chaquijchoy y Santa Rosa Nimachay |

### Clima
De clima agradable propio de la zona de vida Bosque húmedo montano bajo subtropical (bh -MB), lo que era aprovechado por los habitantes hasta finales del siglo xx ya que se dedicaban exclusivamente a la agricultura en sus parcelas, obteniendo buenas cosechas de frijol, maíz y legumbres que comercializaban tanto en La Antigua Guatemala como en los lugares aledaños. 
La cabecera municipal de San Bartolomé Milpas Altas tiene clima templado (Clasificación de Köppen: Cwb).
| Parámetros climáticos promedio de San Bartolomé Milpas Altas | Parámetros climáticos promedio de San Bartolomé Milpas Altas | Parámetros climáticos promedio de San Bartolomé Milpas Altas | Parámetros climáticos promedio de San Bartolomé Milpas Altas | Parámetros climáticos promedio de San Bartolomé Milpas Altas | Parámetros climáticos promedio de San Bartolomé Milpas Altas | Parámetros climáticos promedio de San Bartolomé Milpas Altas | Parámetros climáticos promedio de San Bartolomé Milpas Altas | Parámetros climáticos promedio de San Bartolomé Milpas Altas | Parámetros climáticos promedio de San Bartolomé Milpas Altas | Parámetros climáticos promedio de San Bartolomé Milpas Altas | Parámetros climáticos promedio de San Bartolomé Milpas Altas | Parámetros climáticos promedio de San Bartolomé Milpas Altas | Parámetros climáticos promedio de San Bartolomé Milpas Altas |
| Mes                                                          | Ene.                                                         | Feb.                                                         | Mar.                                                         | Abr.                                                         | May.                                                         | Jun.                                                         | Jul.                                                         | Ago.                                                         | Sep.                                                         | Oct.                                                         | Nov.                                                         | Dic.                                                         | Anual                                                        |
| ------------------------------------------------------------ | ------------------------------------------------------------ | ------------------------------------------------------------ | ------------------------------------------------------------ | ------------------------------------------------------------ | ------------------------------------------------------------ | ------------------------------------------------------------ | ------------------------------------------------------------ | ------------------------------------------------------------ | ------------------------------------------------------------ | ------------------------------------------------------------ | ------------------------------------------------------------ | ------------------------------------------------------------ | ------------------------------------------------------------ |
| Temp. máx. media (°C)                                        | 19.5                                                         | 20.6                                                         | 21.9                                                         | 22.8                                                         | 21.9                                                         | 20.4                                                         | 20.4                                                         | 21.0                                                         | 20.2                                                         | 19.7                                                         | 19.6                                                         | 19.6                                                         | 20.6                                                         |
| Temp. media (°C)                                             | 14.1                                                         | 14.8                                                         | 15.9                                                         | 17.0                                                         | 17.1                                                         | 16.5                                                         | 16.2                                                         | 16.4                                                         | 16.0                                                         | 15.6                                                         | 14.8                                                         | 14.3                                                         | 15.7                                                         |
| Temp. mín. media (°C)                                        | 8.7                                                          | 9.0                                                          | 10.0                                                         | 11.3                                                         | 12.3                                                         | 12.6                                                         | 12.1                                                         | 11.8                                                         | 11.9                                                         | 11.5                                                         | 10.1                                                         | 9.1                                                          | 10.9                                                         |
| Precipitación total (mm)                                     | 7                                                            | 6                                                            | 7                                                            | 42                                                           | 140                                                          | 301                                                          | 233                                                          | 212                                                          | 277                                                          | 154                                                          | 39                                                           | 11                                                           | 1429                                                         |
| Fuente: Climate-Data.org                                     |                                                              |                                                              |                                                              |                                                              |                                                              |                                                              |                                                              |                                                              |                                                              |                                                              |                                                              |                                                              |                                                              |

### Ubicación geográfica
San Bartolomé Milpas Altas se encuentra a una distancia de 20 km de la cabecera departamental Antigua Guatemala y está completamente rodeado por municipios del departamento de Sacatepéquez:
| Noroeste: Santo Domingo Xenacoj | Norte: Santiago Sacatepéquez  |                              |
| Oeste: Antigua Guatemala        |                               | Este: San Lucas Sacatepéquez |
|                                 | Sur: Santa Lucía Milpas Altas |                              |

## Gobierno municipal
Los municipios se encuentran regulados en diversas leyes de la República, que establecen su forma de organización, lo relativo a la conformación de sus órganos administrativos y los tributos destinados para los mismos.  Aunque se trata de entidades autónomas, se encuentran sujetos a la legislación nacional y las principales leyes que los rigen desde 1985 son:
| N.º | Ley                                                | Descripción |
| --- | -------------------------------------------------- | --- |
| 1   | Constitución Política de la República de Guatemala | Tiene una regulación legal específica para los municipios en los artículos 253 al 262. |
| 2   | Ley Electoral y de Partidos Políticos              | Ley de carácter constitucional aplicable a los municipios en el tema de la conformación de sus autoridades electas. |
| 3   | Código Municipal                                   | Decreto 12-2002 del Congreso de la República de Guatemala. Tiene la categoría de ley ordinaria y contiene preceptos generales aplicables a todos los municipios, e inclusive contiene legislación referente a la creación de los municipios.             |
| 4   | Ley de Servicio Municipal                          | Decreto 1-87 del Congreso de la República de Guatemala. Regula las relaciones entra la municipalidad y los servidores públicos en materia laboral. Tiene su base constitucional en el artículo 262 de la constitución que ordena la emisión de la misma. |
| 5   | Ley General de Descentralización                   | Decreto 14-2002 del Congreso de la República de Guatemala. Regula el deber constitucional del Estado, y por ende del municipio, de promover y aplicar la descentralización y desconcentración económica y administrativa.                                |

El gobierno de los municipios está a cargo de un Concejo Municipal mientras que el código municipal —ley ordinaria que contiene disposiciones que se aplican a todos los municipios— establece que «el concejo municipal es el órgano colegiado superior de deliberación y de decisión de los asuntos municipales […] y tiene su sede en la circunscripción de la cabecera municipal»; el artículo 33 del mencionado código establece que «[le] corresponde con exclusividad al concejo municipal el ejercicio del gobierno del municipio».
El concejo municipal se integra con el alcalde, los síndicos y concejales, electos directamente por sufragio universal y secreto para un período de cuatro años, pudiendo ser reelectos.
Existen también las Alcaldías Auxiliares, los Comités Comunitarios de Desarrollo (COCODE), el Comité Municipal del Desarrollo (COMUDE), las asociaciones culturales y las comisiones de trabajo. Los alcaldes auxiliares son elegidos por las comunidades de acuerdo a sus principios y tradiciones, y se reúnen con el alcalde municipal el primer domingo de cada mes, mientras que los Comités Comunitarios de Desarrollo y el Comité Municipal de Desarrollo organizan y facilitan la participación de las comunidades priorizando necesidades y problemas.

## Historia
El poblado de San Bartolomé Milpas Altas es uno de los más antiguos que tiene el histórico departamento de Sacatepéquez; se dice que el mismo ya existía mucho antes de la Conquista de Guatemala en el siglo xvi, por lo que se desconoce la fecha exacta de su fundación.

### Época colonial: Arias Dávila y doctrina de los dominicos
Juan Gavarrete y Cabrera en su obra Índice General del Archivo del extinguido juzgado privativo de tierras dice que: «San Bartolomé Milpas Altas, Sacatepéquez: vista San Lucas, a media legua de distancia. Se fundó este pueblo en terreno que doña Juana de Poblete cedió a los Dominicos, por testamento hecho en 1569. Los Dominicos y los indígenas Axpuaca fundaron el pueblo. Doña Juana de Poblete fue esposa de Gaspar Arias Dávila — un conquistador de Nueva España y de Guatemala, alcalde ordinario de 1528 a 1533 y regidor perpetuo de Santiago de Guatemala—. La Corona lo nombró Regidor Perpetuo. Fue encomendero de San Juan Nagualapa, Siquinalá, Momostenango  y Cotzumalguapa.»

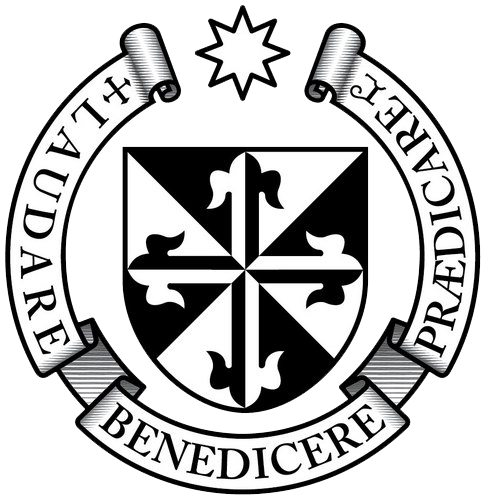
Escudo de la Orden de Predicadores.

Tras la Conquista de Guatemala, la corona española se enfocó en la catequización de los indígenas. Las congregaciones fundadas por los misioneros reales en el Nuevo Mundo fueron llamadas «doctrinas de indios» o simplemente «doctrinas». Originalmente, los frailes tenían únicamente una misión temporal: enseñarle la fe católica a los indígenas, para luego dar paso a parroquias seculares como las establecidas en España; con este fin, los frailes debían haber enseñado los evangelios y el idioma español a los nativos. Ya cuando los indígenas estuvieran catequizados y hablaran español, podrían empezar a vivir en parroquias y a contribuir con el diezmo, como hacían los peninsulares..  Las órdenes regulares, como los dominicos, una vez habían establecido una doctrina, protegían sus intereses en ella, incluso en contra de los intereses del rey y de esta forma las doctrinas pasaron a ser pueblos de indios que se quedaron establecidos para todo el resto de la colonia.
Las doctrinas fueron fundadas a discreción de los frailes, y las doctrinas crecieron sin control y nunca pasaron a ser parroquias del clero secular; se formaron alrededor de una cabecera en donde tenían su monasterio permanente los frailes y de dicha cabecera salían a catequizar o visitar las aldeas y caseríos que pertenecían a la doctrina, y que se conocían como anexos, visitas o pueblos de visita. Así pues, las doctrinas tenían tres características principales:
1. eran independientes de controles externos (tanto civiles como eclesiásticos)
2. eran administradas por un grupo de frailes
3. tenían un número relativamente grande de anexos.[13]

La administración colectiva por parte del grupo de frailes eran la característica más importante de las doctrinas ya que garantizaba la continuación del sistema de la comunidad en caso falleciese uno de los dirigentes.
En 1638, los dominicos separaron a sus grandes doctrinas —que les representaban considerables ingresos económicos— en grupos centrados en sus seis conventos, y la doctrina de Milpas Altas quedó en la jurisdicción del convento de la ciudad de Santiago de los Caballeros de Guatemala:
| Convento                                | Doctrinas |
| --------------------------------------- | --- |
| Santiago de los Caballeros de Guatemala | - Chimaltenango - Jocotenango - Sumpango - San Juan Sacatepéquez - San Pedro Sacatepéquez - Santiago Sacatepéquez - Rabinal - San Martín Jilotepeque - Escuintla - Milpas Altas - Milpas Bajas - San Lucas Sacatepéquez - Barrio de Santo Domingo |

El municipio fue denominado «Milpas Altas», y formó parte de la Capilla de la Santa Cruz, que poseía todos los poblados del mismo nombre.  Poblado antiguo, en la Recordación Florida del capitán Francisco Antonio de Fuentes y Guzmán es mencionado en la última década del siglo xvii, cuando ya tenía años de existir como anexo al de Santiago Sacatepéquez: «Más el pueblo de San Bartolomé, que está como los otros inmediatos a la cabecera, es de moderado pueblo en número de setenta y ocho vecinos; cuyos empleos sin diferencia son como los demás apuntados en esta doctrina, más éstos más aplicados a partir raja; en que son liberales y diestros, y se dan más a este ejercicio que al del arado ni el riego, y de estas ocupaciones, con su aprovechamiento, mantiene buena y preciosa iglesia, aunque abreviada a corto buque y bien asistida de adornos, con todo lo necesario de retablo y ornamentos».
El historiador Domingo Juarros escribió  que en 1754, en virtud de una Real Cédula parte de las Reformas Borbónicas, todos los curatos de las órdenes regulares fueron traspasados al clero secular, y en 1766 intentaron unirse las alcaldías mayores de Chimaltenango y Sacatepéquez, pero que no pudo mantenerse la unión por lo que ambas permanecieron separadas hasta después de la independencia de Centroamérica.
El arzobispo doctor Pedro Cortés y Larraz llevó a cabo visita pastoral a su diócesis entre 1768 y 1770 y anotó que el pueblo de San Bartolomé pertenecía a la parroquia de Santiago Sacatepéquez, de la que distaba tres leguas, sin haber anotado el número de familias ni de personas.

### Tras la Independencia de Centroamérica
Luego de la Independencia de Centroamérica en 1821, el Estado de Guatemala estableció circuitos y distritos para la impartición de justicia por medio de juicios de jurados en 1825.  San Bartolomé fue adjudicado al circuito de la Antigua en el Distrito N.º8 (Sacatepéquez), el cual también incluía a la Antigua Guatemala, San Cristóbal Alto, San Miguel Milpas Altas, Santa Ana, Magdalena, San Juan Cascón, Santa Lucía, Santo Tomás, Embaulada, Santiago, San Mateo, San Lucas, Pastores, Cauque, Jocotenango, San Felipe, Ciudad Vieja, San Pedro Las Huertas, Alotenango, San Lorenzo, San Antonio, Dueñas, Zamora, Urías, Santa Catalina, San Andrés y San Bartolomé Aguas Calientes, Santa María y San Juan del Obispo.
Por acuerdo gubernativo del 14 de marzo de 1833 se anexó al municipio la aldea San Mateo Milpas Altas. 
Con el nombre San Bartolomé aparece perteneciente al círculo San Lucas, en la tabla para elegir diputados a la Asamblea Constituyente conforme decreto 225 del 9 de noviembre de 1878. En la actualidad forma parte del segundo distrito electoral. Cuando se fundó el municipio, la municipalidad fue considerada de cuarta categoría. 
El 31 de octubre de 1880 el Censo General de Población de Guatemala dice: «San Bartolomé, pueblo del departamento de Sacatepéquez, dista de la Antigua cabecera, 3 leguas; 304 habitantes. La agricultura es muy desarrollada entre los habitantes de este pueblo y, además, las mujeres se ocupan en tejer abrigos de niños y en la fabricación de huipiles. Hay dos correos al mes; el terreno tiene una grande fertilidad, debido a su configuración muy quebrada y a los ríos que lo atraviesan en varias direcciones».

### sigloXX
El acuerdo gubernativo del 28 de septiembre de 1922 se refirió a la adquisición del inmueble en donde esta la fuente que surte de agua al pueblo. El 11 de junio de 1923 aprobó que la municipalidad invirtiera una suma para cubrir los gastos en la tramitación del expediente sobre permutar los terrenos en que se encuentran las fuentes que surten de agua a la cabecera, mientras que el del 16 de abril de 1942 autorizó la adquisición de terrenos a cambio de los derrames de las pilas que se mencionan en el citado acuerdo.
El acuerdo del 23 de agosto de 1935 se segregó San Mateo Milpas Altas (hoy aldea del municipio de La Antigua Guatemala) y se anexó como aldea de Santa Lucía Milpas Altas.
En 1955 se indicó que en todo el municipio vivían novecientas personas, y que todas lo hacían en la cabecera municipal, que componían doscientas treinta y ocho familias; es decir, no contaba con poblados rurales. El porcentaje de indígenas era 69.8 y de analfabetos 26.8. Contaba con servicio de agua potable, conducida desde la fuente Nimachay, en el cerro Santa Rosa Nimachay, por canal de barro.  En ese entonces carecía de asistencia médica y hospitalaria y las enfermedades endémicas eran tos ferina y sarampión; los enfermos concurrían al hospital departamental. No había servicio de luz eléctrica y existían dos escuelas urbanas que funcionaban en edificios completamente inadecuados. Carecía de mercado y de industrias que merecieran estímulo.
Los fondos para construcción de una escuela se autorizaron por acuerdo gubernativo del 25 de enero de 1949. El acuerdo gubernativo 274 del 10 de agosto de 1966, publicado en el diario oficial el 26 de marzo de 1969, designó a la escuela nacional urbana mixta Lázaro Axpuaca.
En diciembre de 1973 quedó terminado el trabajo de empedrado en la cabecera, realizado por la Dirección General de Obras Públicas, que cubre una extensión de 2,480 m². Cuenta con un puesto de salud, así como oficina postal de 4a. categoría de la Dirección General de Correos y Telégrafos.